# Sologo I
Ne doit pas être confondu avec Sologo II.
Sologo I est une localité située dans le département de Soudougui de la province du Koulpélogo dans la région Centre-Est au Burkina Faso.

## Histoire
En 2006, le village de Sologo est scindé en deux unités administrativement autonomes, devenues Sologo I (l'ancien Sologo) et Sologo II.

## Démographie
| 2003  | 2006 | 2012 |
| ----- | ---- | ---- |
| 1 247 | 580  | -    |

## Santé et éducation
Le centre de soins le plus proche de Sologo I est le centre de santé et de promotion sociale (CSPS) de Soudougui tandis que le centre médical avec antenne chirurgicale (CMA) se trouve à Ouargaye.
Le village ne possède pas d'école primaire.